# 那須資晴
那須 資晴（なす すけはる）は、下野国の戦国大名。那須氏21代当主。

## 生涯
弘治3年（1557年）、那須氏20代当主那須資胤の子として誕生した。天正6年（1578年）、小川台の戦いで父と共に出陣した。天正11年（1583年）、父の資胤が死去した直後、常陸国の佐竹義重が宇都宮国綱と共に那須領に攻め寄せたが、これを撃退した。資晴の代から那須氏は親北条の姿勢を強め、反北条連合の佐竹・宇都宮と対立を深めることになる
天正13年（1585年）には塩谷義綱攻撃のため薄葉原に進出して、宇都宮氏・塩谷氏の軍を破っている。同年暮れには大関高増による千本資俊暗殺計画を了承して、千本氏の勢力を解体した。その後資晴は、佐竹氏や結城氏、宇都宮氏らと敵対しながら、後北条氏や伊達政宗などと手を結び、那須氏は寡兵ながらも奮戦した。豊臣秀吉の勢力が東に伸びてくると、これに敵対姿勢を見せた。
その結果、天正18年（1590年）、豊臣秀吉による小田原征伐に参陣しなかったため、改易となったが、那須家重臣の大田原晴清の陳謝により、資晴の子の資景に5千石の所領が与えられ、家名存続は許された。改易が覆った理由として、一説には奥州における一揆勢力と那須氏再興の動きが連携することを、豊臣政権が危惧したからだとも言われている。
その後、秀吉より罪を許され、資晴自身にも5千石が与えられた。文禄の役においては名護屋城を守備しており、朝鮮に渡海はしていない。慶長5年（1600年）の関ヶ原の戦いでは子の資景が東軍に属したことにより、加増を受けた。慶長7年（1602年）には資晴も徳川家康の御伽衆に抜粋され、1千石を加増されて所領は6千石となった。慶長15年（1610年）、死去。
子の資景は、資晴の遺領も合わせて石高が1万4千石に達し大名となり、那須藩を立藩した。資景養子の資弥の代に、資晴の悲願であったと言われている旧領烏山城に復帰している。